# Bitva u Rozvegova
Bitva u Rozvegova byl ozbrojený střet svedený o předměstí Mukačeva na Podkarpatské Rusi. Šlo o nejkrvavější boj československých jednotek s maďarskými jednotkami a zároveň o jejich první vzájemný střet v roce 1939. Bitva skončila krátkodobým vytlačením Maďarů z Rozvegova.

## Příčiny střetu
2. listopadu skončilo Vídeňské arbitrážní jednání. Ve Vídni bylo rozhodnuto o československých územních ústupcích Maďarsku. Jednalo se o značnou část území jižního a východního Slovenska a také jihozápadní část Podkarpatské Rusi. Součástí odstoupeného území bylo i Mukačevo. Rozvegovo ležící na předměstí Mukačeva na pravém břehu řeky Latorice ale mělo nadále zůstat československým územím. Nad rámec Vídeňské arbitráže bylo ale obsazeno maďarskou armádou. Někteří českoslovenští důstojníci okamžitě začali zvažovat obsazení Rozvegova. Brzy se objevila vhodná záminka. Když byl v noci z 5 na 6. ledna postřelen četník František Dvořák, zahájily československé jednotky útok.

## Bitva
Rozvegovo obsazoval 36. pěší pluk, který vedl Bohumil Mařík. První zaútočila 1. a 2. rota spolu s několika družstvy SOS. Rozpoutal se tvrdý pouliční boj. Do boje se na československé straně zapojila i tři obrněná vozidla Tatra OA vz. 30 od Motorizovaného předzvědného oddílu 2 a dělostřelectvo 5. baterie 12. dělostřeleckého pluku. Brzy se začala projevovat početní převaha na straně Maďarů a Čechoslováci se nyní museli bránit, ale Rozvegovo se honvédům již obsadit nepovedlo. Teprve odpoledne se povedlo střet utlumit.

## Po bitvě
Po střetu bylo rozhodnuto rozkazem z vyšších míst předat Rozvegovo zpět Maďarům. Brzy po bitvě se maďarské vrchní velení rozhodlo zahájit útok na Podkarpatskou Rus. Ten začal 14. března v údolí řeky Latoricy.

## Seznam padlých Čechoslováků
| Hodnost       | Jméno              | Jednotka                    | Datum narození    |
| ------------- | ------------------ | --------------------------- | ----------------- |
| Vojín         | Eliáš Kolačuk      | 1. rota 36. pěšího pluku    | 28. července 1915 |
| Vojín         | Antonín Kopeček    | 2. rota 36. pěšího pluku    | 17. dubna 1915    |
| Vojín         | Jan Slanina        | 2. rota 36. pěšího pluku    | 22. dubna 1915    |
| Vojín         | František Vystrčil | 1. rota 36. pěšího pluku    | 21. prosince 1915 |
| Respicient FS | Josef Tyšer        | SOS Rozvegovo, rota Razošín | 1893              |

## Seznam raněných Čechoslováků
| Hodnost           | Jméno             | Jednotka                    | Datum narození |
| ----------------- | ----------------- | --------------------------- | -------------- |
| Vojín             | Josef Červenka    | 1. rota 36. pěšího pluku    | 1914           |
| Vojín             | Alois Čižmár      | 1. rota 36. pěšího pluku    | 1916           |
| Vrchní respicient | Antonín Kohel     | SOS Rozvegovo, rota Razošín | 1896           |
| Strážmistr        | Jaroslav Kotouček | SOS Rozvegovo, rota Razošín | 1893           |
| Vojín             | František Novotný | 2. rota 36. pěšího pluku    | 1893           |